# Athinemanniidae
Athinemanniidae är en familj av spindeldjur. Athinemanniidae ingår i ordningen kvalster, klassen spindeldjur, fylumet leddjur och riket djur.